# AnnaSophia Robb
Pour les articles homonymes, voir Robb.
AnnaSophia Robb, née le 8 décembre 1993 à Denver (Colorado, États-Unis), est une actrice américaine. Elle est surtout connue pour ses rôles de Violet Beauregard dans Charlie et la Chocolaterie et de Carrie Bradshaw dans la série The Carrie Diaries.

## Biographie
D'origines danoises, irlandaises et britanniques, AnnaSophia est la fille unique d'un architecte et d'une décoratrice d'intérieur. Très tôt, elle suit des cours de comédie pour enfants, mais doit attendre l'âge de neuf ans avant de réellement commencer sa carrière.
Elle décroche dès sa première audition une participation à un spot radiophonique à diffusion nationale et affronte pour la première fois les caméras dans le court métrage Daddy's day réalisé par un cinéaste de sa ville.
On a pu ensuite la voir, en mai 2003, dans un spot à grande diffusion pour McDonald's et les poupées Bratz.
Au cinéma, depuis Winn-Dixie mon meilleur ami de Wayne Wang qui marque son premier rôle professionnel, elle a tourné aux côtés de Johnny Depp dans Charlie et la Chocolaterie de Tim Burton, avant d'incarner un des personnages principaux de l'adaptation du Secret de Terabithia au cinéma en 2007. La même année, elle apparaît en jeune sauvageonne tyrannisée dans Les Châtiments ainsi que dans La Montagne ensorcelée aux côtés de Dwayne Johnson, où elle interprète une jeune extraterrestre nommée Sara venue sauver sa planète avec son frère Seth.
En plus d'être actrice, AnnaSophia interprète la chanson Keep Your Mind Wide Open dans la bande originale du film Le Secret de Terabithia. Elle danse le hip-hop, jazz, danse irlandaise, et est aussi mannequin dans des défilés de mode.

## Vie privée
De 2008 à 2011, elle fut en couple avec l'acteur canadien Alexander Ludwig, rencontré lors du tournage de La Montagne ensorcelée.
Elle a des origines irlandaise, britannique et danoise.
De août 2013 à février 2014, elle est en couple avec l'acteur Chris Wood, rencontré sur le tournage de la série The Carrie Diaries.
Le 7 septembre 2021, elle a annoncé ses fiançailles avec son petit ami Trevor Paul  sur Instagram.
Ils se sont mariés le 10 septembre 2022 à New-York.

## Filmographie
Sauf indication contraire, les informations mentionnées dans cette section peuvent être confirmées par la base de données cinématographiques IMDb,  présente dans la section « Liens externes ».

### Cinéma
- 2005 : Winn-Dixie mon meilleur ami (Because of Winn-Dixie) de Wayne Wang : India « Opal » Buloni
- 2005 : Charlie et la Chocolaterie (Charlie and the Chocolate Factory) de Tim Burton : Violet Beauregard
- 2007 : Le Secret de Terabithia (Bridge to Terabithia) de Gábor Csupó : Leslie Burke
- 2007 : Les Châtiments (The Reaping) de Stephen Hopkins : Loren McConnell
- 2007 : Have Dreams, Will Travel de Brad Isaacs : Cassie « Cass » Kennington
- 2008 : Jumper de Doug Liman : Millie Harris jeune
- 2008 : Spy School de Mark Blutman : Jackie Hoffman
- 2008 : Sleepwalking de William Maher : Tara Reedy
- 2009 : La Montagne ensorcelée (Race to Witch Mountain) d'Andy Fickman : Sara
- 2010 : The Space Between (en) de Travis Fine : Samantha « Sam » Jean McCleod
- 2011 : Soul Surfer de Sean McNamara : Bethany Hamilton
- 2013 : Cet été-là (The Way Way Back) de Nat Faxon et Jim Rash : Susanna Thompson
- 2013 : Khumba d'Anthony Silverston : Tombi (voix)
- 2015 : Jack of the Red Hearts (en) de Janet Grillo : Jacqueline « Jack » Ferguson
- 2017 : Jekyll Island (The Crash) d'Aram Rappaport :  Creason Clifton
- 2017 : Freak Show de Trudie Styler : Blah Blah Blah
- 2018 : Blackwood, le pensionnat (Down a Dark Hall) de Rodrigo Cortés : Katherine « Kit » Gordy
- 2020 : Words on Bathroom Walls de Thor Freudenthal : Rebecca
- 2021 : Lansky d'Eytan Rockaway : Anne Lansky
- 2024 : Rebel Ridge de Jeremy Saulnier : Summer McBride

### Télévision

#### Séries télévisées
- 2004 : Drake et Josh (Drake & Josh) : Liza (saison 2, épisode 10)
- 2006 : Danny Fantôme (Danny Phantom) : Danielle « Dani » Fenton (voix - saison 2, épisode 14)
- 2013-2014 : The Carrie Diaries : Carrie Bradshaw
- 2014 : Robot Chicken : Yasmin / Cleo (voix - saison 7, épisode 10)
- 2016-2017 : Mercy Street (en) : Alice Green
- 2019 : The Act : Lacey (personnage fictif inspiré d'Aleah Woodmansee)
- 2020 : Little Fires Everywhere : Elena (jeune)
- 2020 : Day by Day : Riley O'Malley
- 2020 : The Expecting : Emma
- 2021 : Dr Death (mini-série) : Michelle Shughart
- 2021 : P. King Duckling : Janice Catscratch
- 2025 : Grosse Pointe Garden Society : Alice

#### Téléfilms
- 2004 : Un voyage à New York (en) (Samantha: An American Girl Holiday) de Nadia Tass : Samantha Parkington

### Clips
- 2007 : Keep Your Mind Wide Open - Bridge to Terabithia
- 2021 : Shivers - Ed Sheeran
- 2021 : Bad Habits - Ed Sheeran

## Distinctions

### Récompenses
- Young Artist Awards 2008 : Meilleure jeune actrice pour Le Secret de Terabithia (Bridge to Terabithia) -(2007).
- Young Artist Awards 2008 : Meilleure distribution pour Le Secret de Terabithia (Bridge to Terabithia) -(2007).partagée avec Josh Hutcherson, Bailee Madison, Cameron Wakefield, Isabelle Rose Kircher, Lauren Clinton, Elliot Lawless, Carly Owen, Devon Wood, Emma Fenton et Grace Brannigan  .
- Denver International Film Festival (en) 2009 : Révélation féminine.
- Young Hollywood Awards 2013 : Star féminine de demain.

### Nominations
- Young Artist Awards 2005 : Meilleure performance pour une jeune actrice dans un téléfilm pour Samantha: An American Girl Holiday.
- Young Artist Awards 2006 : Meilleure performance pour une jeune actrice dans un drame pour Winn-Dixie mon meilleur ami.
- Critics Choice Awards 2008 : Meilleure jeune actrice pour Le Secret de Terabithia (Bridge to Terabithia) -(2007).
- Online Film & Television Association 2008 : Meilleure jeune actrice pour Le Secret de Terabithia (Bridge to Terabithia) -(2007).
- Teen Choice Awards 2011 : Meilleure actrice pour Soul Surfer.
- MovieGuide Awards 2012 : Meilleure actrice pour Soul Surfer.
- Phoenix Film Critics Society Awards 2013 : Meilleure distribution pour Cet été-là partagée avec Liam James, Steve Carell, Colette Antonio, Allison Janney, Sam Rockwell, Maya Rudolph, Rob Corddry, Amanda Peet, Jim Rash et Nat Faxon.
- Teen Choice Awards 2013 : Meilleure actrice dans une série télévisée pour The Carrie Diaries.

## Voix francophones
En France, plusieurs comédiennes ont prêté leurs voix à AnnaSophia Robb.
Au Québec, Romy Kraushaar-Hébert est sa voix régulière depuis Charlie et la Chocolaterie.